# Krnica (gmina Koper)
Krnica (wł. Carnizza) – wieś w Słowenii, w gminie miejskiej Koper. 1 stycznia 2018 liczyła 78 mieszkańców.